# Gare de Laboissière - Le Déluge
La gare de Laboissière - Le Déluge est une gare ferroviaire française de la ligne d'Épinay - Villetaneuse au Tréport - Mers, située au lieu-dit Parfondeval, sur le territoire de la commune de Laboissière-en-Thelle, à proximité du Déluge (commune déléguée de La Drenne), dans le département de l'Oise, en région Hauts-de-France.
C'est une halte ferroviaire de la Société nationale des chemins de fer français (SNCF), desservie par des trains TER Hauts-de-France.

## Situation ferroviaire

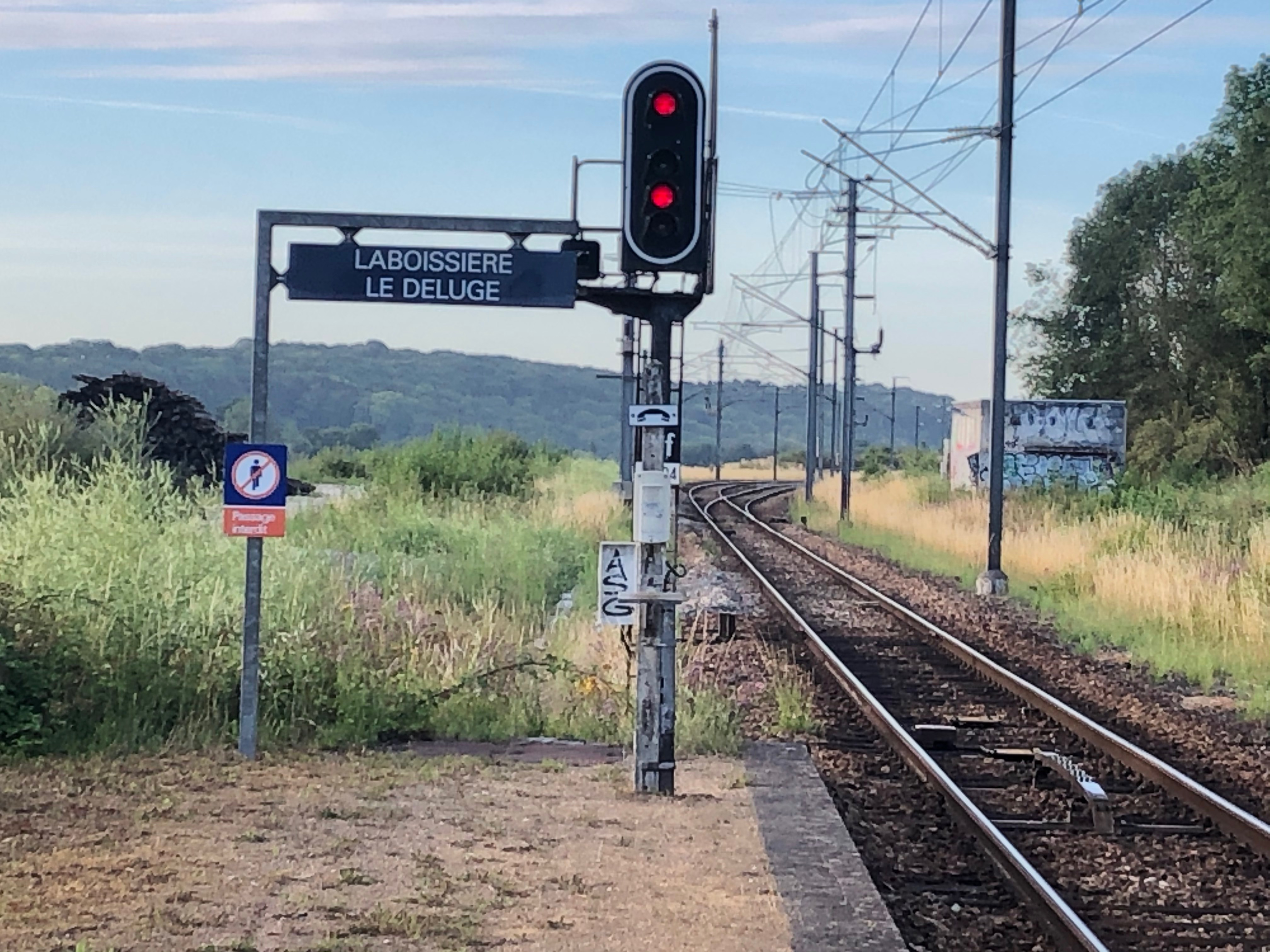
Vue des quais de la halte vers Paris, avec le signal et le début de la double voie.

Établie à 158 mètres d'altitude, la gare de Laboissière - Le Déluge est située au point kilométrique (PK) 59,558 de la ligne d'Épinay - Villetaneuse au Tréport - Mers, entre les gares ouvertes de Méru et de Saint-Sulpice - Auteuil. 

## Histoire

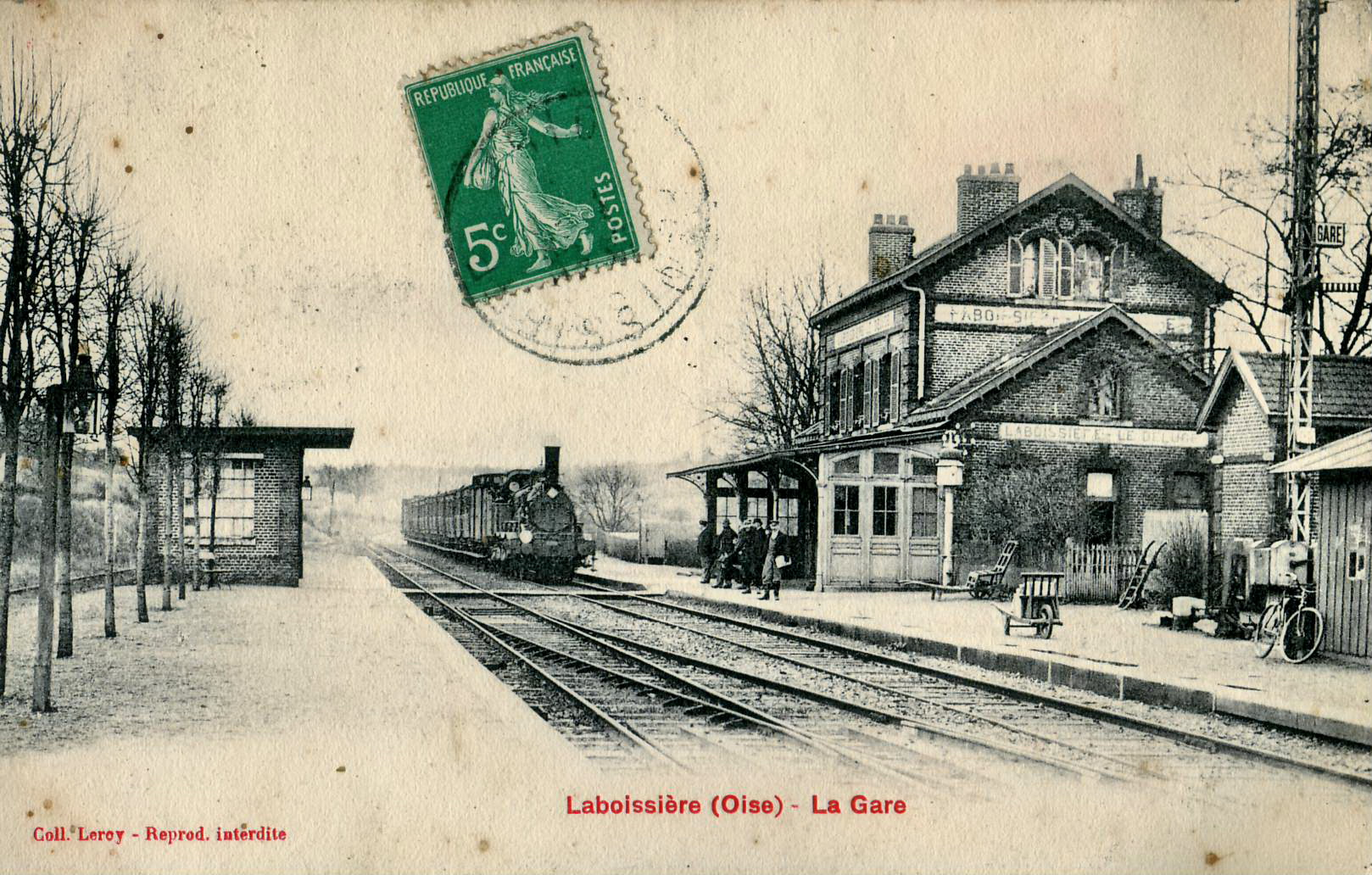
La gare vers 1900.

La gare de Laboissière a accueilli le 25 décembre 1940 un train affrété spécialement pour Hitler et Otto Abetz qui devaient rencontrer François Darlan et Paul Stehlin.

## Fréquentation
De 2015 à 2022, selon les estimations de la SNCF, la fréquentation annuelle de la gare s'élève aux nombres indiqués dans le tableau ci-dessous.
| Année     | 2015   | 2016   | 2017   | 2018   | 2019   | 2020   | 2021   | 2022   |
| --------- | ------ | ------ | ------ | ------ | ------ | ------ | ------ | ------ |
| Voyageurs | 17 744 | 21 395 | 23 832 | 25 292 | 27 855 | 25 990 | 38 292 | 47 951 |

## Service des voyageurs

### Accueil
Halte SNCF, c'est un point d'arrêt non géré (PANG) à accès libre. 

### Desserte
Laboissière - Le Déluge est desservie par des trains TER Hauts-de-France qui effectuent des missions entre les gares de Paris-Nord et de Beauvais.

### Intermodalité
Le stationnement de véhicules est possible à proximité.